# Thelypodium crispum
Thelypodium crispum là một loài thực vật có hoa trong họ Cải. Loài này được Greene ex Payson miêu tả khoa học đầu tiên năm 1922.